# Bạch Văn Tuyển
Bạch Văn Tuyển (giản thể: 白文选; phồn thể: 白文選; bính âm: Bái Wénxuǎn, 1615 – 1675), hiệu Dục Công, người Ngô Bảo, Thiểm Tây, tướng lĩnh khởi nghĩa nông dân Đại Tây cuối Minh đầu Thanh.

## Cuộc đời
Ông từ sớm đã theo thủ lĩnh Trương Hiến Trung chinh chiến các nơi, năm Đại Thuận đầu tiên (1644), nhiệm chức Tiền quân phủ Đô đốc, lập không ít công lao. Sau khi Trương Hiến Trung mất, Văn Tuyển theo Tôn Khả Vọng vào Vân - Quý liên kết với nhà Nam Minh tiếp tục kháng Thanh.
Năm Vĩnh Lịch thứ 11 (1657), Tôn Khả Vọng mưu phản Nam Minh, phát động 14 vạn quân tiến xuống phía nam tấn công Côn Minh, ý đồ tiến hành một trận tiêu diệt Lý Định Quốc, lệnh cho Văn Tuyển làm tiên phong. Nhưng ông không chấp hành, ngược lại còn trở giáo cùng Lý Định Quốc đánh dẹp cuộc nổi loạn của Khả Vọng. Khả Vọng hàng Thanh, Văn Tuyển nhờ công được phong Củng Xương vương. Năm sau, ông soái quân trú đóng Thất Tinh quan (nay là núi Thất Tinh, tây nam Tất Tiết, Quý Châu). Sau đó thua trận chạy vào Vân Nam, cùng Lý Định Quốc chuyển sang chiến đấu ở tây bộ Vân Nam, nắm hơn 5 vạn quân.
Năm Vĩnh Lịch thứ 11 (1661), Văn Tuyển thua trận ở núi Trà thuộc trấn Đằng Việt (huyện Đằng Xung, Vân Nam), hàng tướng Nam Minh là bọn Mã Bảo, Mã Duy Hưng, Kỳ Tam Thăng đuổi theo, ngày 25 tháng 11, đôi bên giao chiến ở Mạnh Dưỡng (Mãnh Mão, cách sông Tích Ba chừng hơn 800 dặm). Mã Bảo đưa thư khuyên hàng của Ngô Tam Quế, ông trong lúc hoang mang đã đầu hàng nhà Thanh, giao nộp quan viên có 499 vị, binh đinh có hơn 3.800 người, các gia đình có hơn 7.000 nhân khẩu; tổng cộng 11.299 người, 3.260 thớt ngựa, 12 con voi .
Sau đó ông được nhiệm hàm Thái tử thiếu sư, tháng 11 năm Khang Hi đầu tiên (1662) được phong Thừa ân công, thuộc Hán quân Chánh Bạch kỳ .